# Pelegrina sandaracina
Espèce
Pelegrina sandaracina est une espèce d'araignées aranéomorphes de la famille des Salticidae.

## Distribution
Cette espèce se rencontre au Mexique dans les États du Nayarit, d'Oaxaca, de Campeche, du Yucatán et du Chiapas et au Nicaragua,.

## Description
Les mâles mesurent de 3,0 à 3,6 mm et la femelle 3,2 mm.

## Publication originale
- Maddison, 1996 : Pelegrina Franganillo and other jumping spiders formerly placed in the genus Metaphidippus (Araneae: Salticidae). Bulletin of the Museum of Comparative Zoology, vol. 154, no 4, p. 215-368 (texte intégral).